# Ежовица
Ежови́ца (бел. Ежаві́ца) — река в Гродненском районе Гродненской области Белоруссии. Относится к бассейну реки Пыранка.
Начинается возле деревни Бабино, течёт по лесистой местности и впадает в озеро Зацково с северо-восточной стороны.
Длина реки составляет 12 км. Площадь водосбора — 37 км². Средний наклон водной поверхности — 0,5 м/км.
На протяжении 5,5 км от истока до деревни Дубинка русло канализовано.